# Jean-Baptiste Bottex (priester)

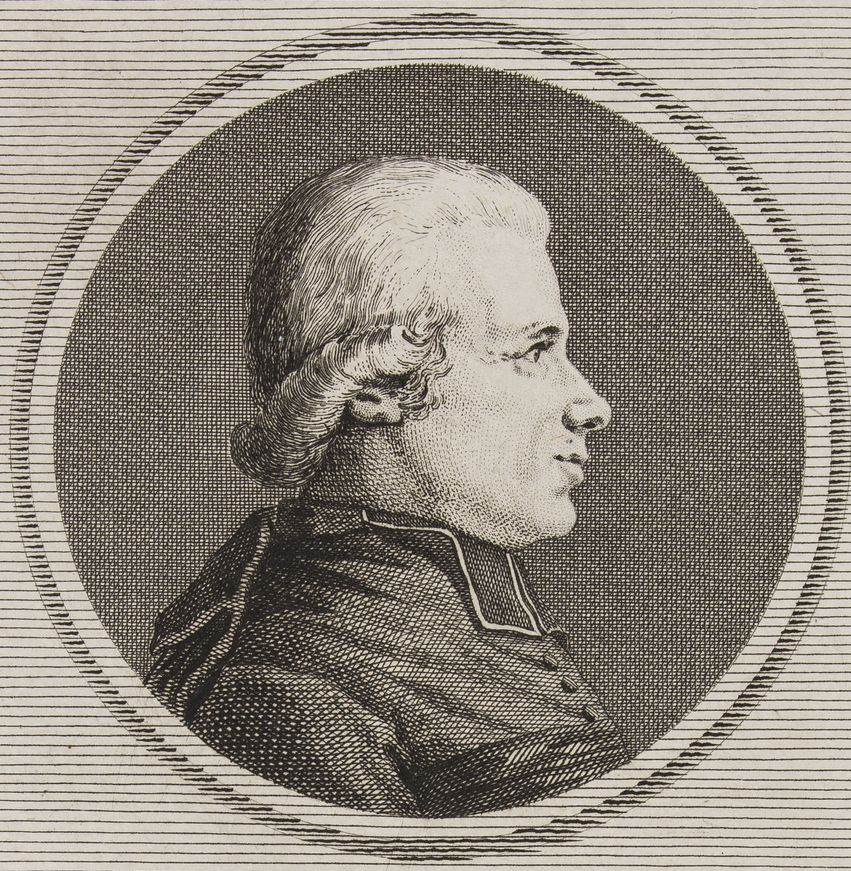
Jean-Baptiste Bottex

Jean-Baptiste Bottex (Neuville-sur-Ain, 26 december 1743 - Parijs, 3 september 1792) was een Frans rooms-katholiek priester. Als martelaar van de Septembermoorden werd hij in 1926 zaligverklaard.
Bottex was de zoon van een koninklijk notaris. Hij volgde zijn priesteropleiding in het seminarie van Saint-Irénée in Lyon. Hij behaalde een doctoraat in de theologie. Hij was vanaf 1773 ook docent logica in dit seminarie. Hij was vervolgens vicaris in Saint-Jean-le-Vieux en vanaf 1775 pastoor in Neuville-sur-Ain.
Op 3 april 1789 Bottex gekozen als afgevaardigde van de clerus van Bourg-en-Bresse voor de Staten-Generaal. Hij was ook afgevaardigde in de Nationale Grondwetgevende Vergadering van 1789 tot 1791. Daarna trok hij zich terug in het Séminaire des Missions étrangères in Parijs. Daar werd hij 10 augustus 1792 aangehouden. Hij weigerde de eed van trouw af te leggen. Hij werd gevangengezet in de Prison de La Force, waar hij op 3 september in het kader van de Septembermoorden werd omgebracht.
Jean-Baptiste Bottex werd in 1926 zaligverklaard. Zijn naamdag is 2 september.